# Барыш (город)
Бары́ш — город районного подчинения в России, административный центр Барышского района Ульяновской области и Барышского городского поселения.

## География
Город расположен на реках Барыш, Сар-Барыш и Тёплой (Мачкалейка), в 139 км от областного центра города Ульяновска. Вытянут с северо-запада на юго-восток почти на 9 километров.

## Название
Город назван по реке Барыш и железнодорожной станции Барыш. С татарского переводится как барыш — ход, движение, течение.
По второй версии название произошло от личного имени основателя Барыша (см.фамилию Барышников, термин барышня) — в тюркских языках «барыш» означает в чув. *parǝš, тат. bireš, тур. -veriš — «дары, подарок, гостинцы, подношение» от корня ср.тюрк «бар» — давать, отдавать. В русском языке оно означало «прибыль, выгода».

## История

### Предыстория
Город образован от слияния трёх населённых пунктов: села Троицкое-Куроедово, рабочего посёлка Гурьевской суконной фабрики — Гурьевка и посёлка Марьинской писчебумажной фабрики — Силаевка.
Село Троицкое Куроедово тож основано в конце XVII века вовремя строительства Сызранской засечной черты (1683). В это же время была основана и деревня Гурьевка. С основанием селений они вошли в состав Симбирского уезда Приказа Казанского дворца.
С 1708 года — в Синбирском уезде Казанской губернии (1708—1781).
В 1754 году в селе Куроедово прихожанами был построен каменный храм — Троицкая церковь. Престолов в нём два: главный (холодный) — во имя Живоначальные Троицы и в трапезном приделе (тёплый) — в честь Успения Божией Матери. А село стало называться Троицкое Куроедово.
В 1780 году, при создании Симбирского наместничества, село Троицкое Куроедово тож, помещиковых крестьян, из Синбирского уезда вошла в состав Канадейского уезда. С 1796 года — в Карсунском уезде Симбирской губернии.
В 1848 году помещик Ф. М. Коральский основал бумажную фабрику в селе Троицкое (Куроедово), а в сельце Гурьевка уже работали две фабрики: бумажная и суконная. Винокуренный завод.
В 1871 году фабрика перешла в руки купца С. Марьина. Окрестные леса стали прекрасным сырьем для производства бумаги.
В июле 1893 году, проезжая через село, перед приходским храмом здесь останавливался великий князь Пётр Николаевич, где его встречала толпа народа. Приходский священник о. Родников имел счастье поднести Его Высочеству от лица прихожан хлеб-соль.
При строительстве Московско-Казанской железной дороги, которое началось в 1895 году и закончилось в 1898 году, у села Троицкое Куроедово появилась железнодорожной станция «Барыш», а около Гурьевки — разъезд «Акчурин». 
К концу XIX века, в первой четверти XX века существовал Гурьевский фабричный район, куда входили 4 суконные фабрики: Акчурина (Гурьевка), Протопопова (Румянцево), Шатрова (Измайлово), Белоусова (Базарный Сызган). Тогда ещё в крестьянской Симбирской губернии Гурьевский район был основным промышленным районом.
На 1900 год в селе была земская школа.
На 1913 год в селе Троицкое Куроедово имелось: церковь, школа, ж/д станция «Барыш» МКЖД, общественная мельница. Также имелся хутор «Волков» Дулевского, писчебумажная фабрика Марьиной, лесопильный завод Акчуриных, лесопильный завод С. И. Владыкина.
На 1913 год селения вошедшие в будущем в город Барыш: сельцо Гурьевка (суконная ф-ка Т-ва Т. К. Акчурина, общ. мельница), дер. Силаевка (Час., школа), дер. Силаевский Выселок, село Троицкое Куроедово (Церк., школа, ст. «Барыш», общ. мел.), Суконная фабрика Акчуриных, при с. Гурьевка (Лесопил., мыловар., чугуно-лит. з-д), Писчебумажная фабрика Марьиной, близ с. Троицкое Куроедово..

### Советский период
15 ноября 1917 года на Гурьевской суконной фабрике была установлена Советская власть.
В 1918 году в Гурьевке был создан сельсовет, куда вошли: с. Гурьевка, Гурьевская суконная ф-ка, Коммуна «Свет», Силаевка и Силаевские выселки, пос. Юрьевский. В Троицко-Куроедовском с/с: с. Троицкое Куроедово, Барышская бумажная ф-ка, пос. Родники.
15 июля 1928 года, при образовании Сызранского округа Средне-Волжской области и его районов, село Троицко-Куроедово бывшей Гурьевской волости Карсунского уезда переименовано в посёлок Барыш, который стал центром Барышского района Средневолжской области.
На 1930 год в Барышский с/с входили: с. Троицкое Куроедово, пос. Водокачка, пос. Родники, Трепельный завод, Ф-ка им. Воровского. В Гурьевский с/с вошли: с. Гурьевка, д. Силаевка, пос. Силаевские Выселки.
На 1939 год в районном центре Барыш жило 6093 человека, а в районном посёлке Гурьевка 6404 человека.
22 декабря 1954 года Указом Президиум Верховного Совета РСФСР рабочие посёлки Барыш и Гурьевка были объединены в город Барыш районного подчинения.
6 ноября 1975 года получил статус города областного подчинения.
В 2004 году было создано муниципальное образование «город Барыш».
По результатам референдума, проведённого в 2008 года, село Барыш с 1 января 2009 года из города областного значения был преобразован в село районного значения. Одновременно муниципальное образование «город Барыш» поменяло статус с городского округа на городское поселение и территория города Барыш вошла в состав Барышского муниципального района.

## Население
| 1939    | 1959    | 1967    | 1970    | 1979    | 1989    | 1992    | 1996    | 1998    |
| ------- | ------- | ------- | ------- | ------- | ------- | ------- | ------- | ------- |
| 6093    | ↗17 909 | ↗19 000 | ↗20 792 | ↘20 288 | ↘20 213 | ↗21 300 | ↗21 900 | ↘21 600 |
| 2000    | 2001    | 2002    | 2003    | 2005    | 2006    | 2007    | 2008    | 2009    |
| ↘21 300 | ↘21 000 | ↘18 902 | ↘18 900 | ↘18 100 | ↘17 900 | ↘17 600 | ↘17 400 | ↘17 343 |
| 2010    | 2011    | 2012    | 2013    | 2014    | 2015    | 2016    | 2017    | 2018    |
| ↘17 149 | ↘17 100 | ↘16 931 | ↘16 848 | ↘16 608 | ↘16 431 | ↘16 275 | ↘16 147 | ↘15 974 |
| 2019    | 2020    | 2021    |         |         |         |         |         |         |
| ↘15 759 | ↘15 541 | ↘14 924 |         |         |         |         |         |         |

На 1 января 2025 года по численности населения город находился на 796-м месте из 1124 городов Российской Федерации.
Национальный состав: 77,3 % — русские, 12,5 % — татары, 4,9 % — чуваши, 2,5 % — мордва.

## Административно-территориальное деление
НАСЕЛЁННЫЕ ПУНКТЫ, ВОШЕДШИЕ В ЧЕРТУ г. БАРЫША:
Большая Силаевка (Силаевка), Гурьевка, Елховка, Малая Силаевка (Силаевский Выселок), Марьино
Город Барыш делится на кварталы и микрорайоны:
- микрорайон Гурьевка — Фабричная площадь;
- микрорайон имени И. В. Седова — в южной части города на улице Энтузиастов;
- микрорайон Радужный;
- квартал Энтузиастов;
- микрорайон Новый;
- квартал Радищева;
- микрорайон Центральный — старая часть города, бывшее село Троицкое-Куроедово;
- квартал Советский;
- микрорайон Солнечный;
- квартал Межколхоз;
- Малая Силаевка — улица Швейников;
- квартал Тайвань — улица Загородная;
- микрорайон Восточный;
- посёлок Большая Силаевка;
- микрорайон Елховка;

## Инфраструктура
- Центр культуры и досуга. Открыт 26 февраля 1977 года как Дом культуры[48]
- Дом народного творчества
- Межпоселенческая библиотека
- Районная больница
- Социально-реабилитационный центр для несовершеннолетних «Планета детства»

## Образование
- Детский сад «Ладошки»
- Детский сад № 2 «Звёздочка»
- Детский сад № 3 «Алёнушка»
- Детский сад № 3 «Незабудка»
- Детский сад № 6 «Сказка»
- Детский сад № 9 «Теремок»
- Средняя общеобразовательная школа № 1 имени Героя Советского Союза Ю. Д. Недвиги
- Средняя общеобразовательная школа № 2 имени Героя Советского Союза Е. М. Молчанова
- Средняя общеобразовательная школа № 3 имени Героя Советского Союза И. В. Седова
- Средняя общеобразовательная школа № 4 имени Героя Советского Союза В. В. Глаголева
- Детская школа искусств
- Дом детского творчества
- Детско-юношеская спортивная школа
- Индустриально-технологический техникум[49]
- Барышский колледж (филиал Ульяновского государственного технического университета)

## Экономика
- Камвольное объединение «Октябрь»;
- Мукомольный завод (недейств.);
- Хлебокомбинат;
- Птицефабрика «Елховская» (недейств.);
- Бумажная фабрика (недейств.);
- Барышская швейная фабрика;
- Суконная (Барышская) фабрика имени Гладышева (закрыта в 2005)[50][51], в 2014 году возродилась[52];
- Мебельная фабрика «Барышмебель», (недейств.);
- Завод «Редуктор»;
- Барышский завод металлической кровли;
- Барышский асфальтовый завод.
- Предприятия по выпуску стройматериалов и пищевые. По территории города проходит Куйбышевская железная дорога.

## Транспорт
По территории города проходит Рузаевский ход исторического Транссиба, в черте города находятся железнодорожные станции Барыш (код ЕСР 642507), Акчуринский (код ЕСР 642511), 801 км. Ходит пригородный поезд Инза — Сызрань.
В «Программу развития Ульяновского региона 2030» заложено строительство путепровода в городе Барыш через железную дорогу.
Действуют 4 маршрутов городского общественного транспорта отправляющиеся от автостанция Барыш:
| Автобус № 1 | Большая Силаевка — Автостанция Барыш |
| Автобус № 2 | Межколхоз — Автостанция Барыш        |
| Автобус № 3 | ГАТП — Автостанция Барыш             |
| Автобус № 4 | Швейная фабрик — Автостанция Барыш   |
| ----------- | ------------------------------------ |

Также действует пригородные маршруты общественного транспорта в Румянцево, Калду, Жадовку, Приозёрный, Измайлово и в Ляховку, а также в Вешкайму и в Ульяновск

## Достопримечательности
- Сохранилась Троицкая церковь (1754)[62], с 2012 года — Свято-Троицкий кафедральный собор[63].
- В окрестностях Барыша, в верховьях реки Малая Свияга, находится Акшуатский дендропарк, в котором растут: сосны, туи, голубые ели, лиственницы.
- В пригороде Барыша, в селе Новый Дол сохранилось усадьба графини Александры Фёдоровны Толстой[64], а также парк[65].
- Лесные кварталы с 13 по 21 Барышского лесничества[66].
- Памятник воинам, погибшим в годы Великой Отечественной войны[67].
- Мемориальный комплекс — сквер 40-летия Победы в Великой Отечественной войне[9].
- Писчебумажная фабрика Марьина: (Здание производственного корпуса; Здание конторы; Дом жилой для рабочих фабрики XIX—XX вв."), расположенный по адресу: г. Барыш, ул. Кирова, № 2 включен в список выявленных объектов культурного наследия Распоряжением Главы администрации Ульяновской области от 29.07.1999 г. № 959-р[68].
- Гурьевская усадьба — памятник градостроительства и архитектуры[69].
- «Господский дом фабриканта Кроткова (Акчурина) (Гурьевская усадьба)» и «Гурьевская суконная фабрика, основанная помещиком Д. С. Кротковым (Гурьевская бумажная фабрика)», 1825 г. — объекты культурного наследия с 2010 года[70].
- Здание ж/д станции «Акчуринская» — объект культурного наследия регионального значения[71];

## Спорт
- В городе хорошо развивается спорт. Футбольная команда «Старт» успешно выступает на чемпионатах Ульяновской области по футболу.
- Детско-юношеская спортивная школа (ДЮСШ)
- стадион «Старт»
- спортивный зал в ДК «Текстильщик»
- стадион «Редуктор»

## СМИ
Пресса
- Выходит еженедельная газета «Барышские вести» (с 8 сентября 1930 года, ранее называлась «Общественный буксир», «Коммунист», «Ленинский путь»), тираж на март 2010 года — 9171 экз.

## Известные люди
- Недвига Юрий Дмитриевич — Герой Российской Федерации (2002), родился в Барыше.
- Священник Александр Михайлович Керенский (родной дядя — Керенский, Александр Фёдорович) служил в церкви с. Куроедово с 1857 по 1881 годы (ныне это г. Барыш). В ГО УО имеются методические книги с. Куроедово со второй половины 19 века[72].
- Керенский Владимир Александрович — историк церкви и богослов, доктор богословия, профессор Казанской духовной академии и Казанского университета. Двоюродный брат А. Ф. Керенского. Родился в с. Куроедово.
- Хусаин Асадуллович Аипов — революционер, родился в селе Гурьевка Карсунского уезда (ныне часть Барыша)[73].
- Гисматуллина, Ханифа — татарская просветительница, теоретик педагогики, одна из первых татарских поэтесс[74] Основные её труды были опубликованы в годы работы в женском мектебе (школе) села Гурьевка (ныне часть Барыша) (1890—1898 гг.)
- Симонова, Анна Степановна — Герой Социалистического Труда, ткачиха фабрики им. Гладышева, Барышский район, родилась в Гурьевке[75].
- Барыков Геннадий Иванович — Герой Советского Союза (29.06.1945), учился в местной школе.
- Борисов Борис Степанович — Герой Советского Союза (1943), жил в Барыше.
- Молчанов Евгений Михайлович — Герой Советского Союза (1943), жил в Барыше (Гурьевке)[76].
- Владыкин Григорий Иванович — советский издательский работник и культурный чиновник. Родился в д. Силаевка[77].

Почётные граждане Барыша
- Николай Яковлевич Шатров
- Тимербулат Курамшиевич Акчурин
- Юрий Викторович Альтшуль
- Виктор Михайлович Сутулов
- Александр Фёдорович Пильщиков
- Борис Сергеевич Самаров
- Евгений Яковлевич Ермолаев
- Валентина Николаевна Купаева
- Людмила Николаевна Творогова
- Иван Андреевич Пятаков